# Allegoria della Toscana
Allegoria della Toscana è un dipinto di Sebastiano Ricci in stile rococò.

## Storia
Questo dipinto apparteneva alla collezione del principe Ferdinando de' Medici, dove era attribuito a Sebastiano Ricci e il suo soggetto era chiaramente spiegato. Un disegno, ritenuto anonimo e conservato alla Biblioteca Marucelliana, a Firenze, che rappresenta lo stesso soggetto del dipinto, porta una nota che afferma che il disegno doveva servire come modello, per il decoro di un soffitto a Palazzo Gaddi, soffitto che non fu tuttavia mai decorato con questo soggetto. Il dipinto Allegoria della Toscana si trovava a Palazzo Pitti dal 1713 e arrivò agli Uffizi nel 1925. Fu inserito nel catalogo del 1926, con attribuzione a Corrado Giaquinto. I critici dell'arte Jeffery Daniels e Marco Chiarini hanno recuperato l'antica attribuzione a Sebastiano Ricci e hanno datato il dipinto 1706-1707: Sebastiano Ricci in questo periodo si trovava infatti a Firenze, dove decorò soffitti del Palazzo Marucelli (ora Palazzo Fenzi) e una saletta di Palazzo Pitti.

## Descrizione
Il pittore veneto Sebastiano Ricci aveva osservato gli affreschi di Annibale Carracci, di Pietro da Cortona e di Giovan Battista Gaulli (detto il Baciccia) ed era in grado di sperimentare la sintassi illusionistica e aerea più avanzata. Usava una tavolozza dai colori caldi e morbidi, che metteva giù con pennellata lieve. La sua pittura, decorativa e sensuale, si apre verso l'alto, in uno spazio dilatato e luminoso.

## Esposizioni
- Gli ultimi Medici il tardo barocco a Firenze, 1670-1745, Detroit-Firenze, 1974.[5]